# いつもと違う場所で
『いつもと違う場所で』（いつもとちがうばしょで）は、日本の音楽グループであるTHE BOOMが2000年3月16日に発表した23枚目のシングル。

## 解説
THE BOOMが20世紀に発表した最後のシングル。
1995年に発表した「手紙」のようなポエトリーリーティング調の楽曲。
歌詞では宮沢賢治、ブッダ、手塚治虫、ジョン・レノンの言葉が引用されている。
「ガラスの地球を救え」キャンペーンソングにもなった。
リリース時に出演した「ミュージックステーション」にてフル・コーラスで披露されている。

## 収録曲
全曲作詞・作曲：宮沢和史
1. いつもと違う場所で

朝日放送「ガラスの地球を救えキャンペーン」キャンペーンソング
2. I don't wanna say No